# Elisabeth von Hessen (1454–1489)
Elisabeth von Hessen (* vor 1454 in Kassel; † 22. April 1489 in Weilburg) war eine landgräfliche Prinzessin von Hessen und wurde durch Heirat Gräfin von Nassau-Weilburg. Sie wurde auch „Elisabeth die Schöne“ genannt. Der hessische Chronist Johannes Nuhn schrieb „...die war überaus schön“.

## Leben
Elisabeth wurde als Tochter des Landgrafen Ludwig I. von Hessen und dessen Gemahlin Anna von Sachsen geboren und wuchs mit ihren Geschwistern Ludwig II., Heinrich III. und Hermann auf.
Als Elisabeth fünf Jahre alt war, vereinbarten ihre Eltern die Verlobung mit Johann III. von Nassau-Weilburg, Sohn des Grafen Philipp II. von Nassau-Weilburg. Im Jahr darauf folgte ein formaler Ehevertrag. Zuvor war ihre Heirat mit Wilhelm von Jülich-Berg (1455–1511) vorgesehen gewesen, doch als Ludwigs Enkelin Anna (1455–1459), deren spätere Hochzeit mit Johann beabsichtigt war, im Kindesalter verstarb, ergab sich eine neue Situation und Elisabeth wurde mit Johann verlobt. Die Hochzeit erfolgte im Jahre 1464. Aus dieser Ehe stammte der Sohn Ludwig, der 1490 nach dem Tod seines Großvaters Regent in Nassau-Weilburg wurde. Die Tochter Elisabeth verstarb bereits im Kindesalter.